# سانتو ستفانو ال ماره
سانتو ستفانو ال ماره (به ایتالیایی: Santo Stefano al Mare) یک کومونه در ایتالیا است که در استان ایمپریا واقع شده‌است. سانتو ستفانو ال ماره ۲٫۷ کیلومتر مربع مساحت و ۲٬۲۶۰ نفر جمعیت دارد.